# Tabebuia rigida
Tabebuia rigida är en katalpaväxtart som beskrevs av Ignatz Urban. Tabebuia rigida ingår i släktet Tabebuia och familjen katalpaväxter. Inga underarter finns listade i Catalogue of Life.